# Czuder Ágnes
Czuder Ágnes (Sátoraljaújhely, 1983. december 4. –) válogatott labdarúgó, csatár.

## Pályafutása

### Klubcsapatban
2004-ig a Miskolci VSC csapatában játszott. 2004 és 2006 között az MTK-ban szerepelt, ahol egy-egy bajnoki címet, ezüstérmet szerzett a csapattal. A 2006 őszétől a dán Odense BK együttesében játszott 2007 végéig. 2008 februárjában a Viktória FC csapatához igazolt és a tavaszi idényben hét bajnoki mérkőzésen hat gólt szerzett. A szombathelyi csapattal bajnoki második és magyar kupa-győztes lett.

### A válogatottban
2004 és 2006 között 15 alkalommal szerepelt a válogatottban és két gólt szerzett.

## Sikerei, díjai
- Magyar bajnokság
  - bajnok: 2004–05
  - 2.: 2005–06, 2007–08
- Magyar kupa
  - győztes: 2008

## Statisztika

### Mérkőzései a válogatottban
| Magyarország | Magyarország         | Magyarország                      | Magyarország  | Magyarország | Magyarország  | Magyarország | Magyarország | Magyarország |
| #            | Dátum                | Helyszín                          | Hazai         | Eredmény     | Vendég        | Kiírás       | Gólok        | Esemény      |
| ------------ | -------------------- | --------------------------------- | ------------- | ------------ | ------------- | ------------ | ------------ | ------------ |
| 1.           | 2004. november 13.   | Liège                             | Belgium       | 5 – 1        | Magyarország  | barátságos   | 1            | 69' 74'      |
| 2.           | 2005. március 17.    | Tapolca                           | Magyarország  | 0 – 3        | Lengyelország | barátságos   | -            |              |
| 3.           | 2005. március 19.    | Tapolca                           | Magyarország  | 0 – 4        | Lengyelország | barátságos   | -            | 73'          |
| 4.           | 2005. április 12.    | Kisudvarnok                       | Szlovákia     | 2 – 1        | Magyarország  | barátságos   | -            | 82'          |
| 5.           | 2005. április 13.    | Győr, Integral-DAC pálya          | Magyarország  | 2 – 0        | Szlovákia     | barátságos   | 1            | 75'          |
| 6.           | 2005. május 24.      | Zalaegerszeg                      | Magyarország  | 2 – 0        | Szlovénia     | barátságos   | -            |              |
| 7.           | 2005. szeptember 24. | Bük                               | Magyarország  | 0 – 3        | Ausztria      | vb-selejtező | -            | 69'          |
| 8.           | 2005. október 27.    | Tapolca                           | Magyarország  | 0 – 13       | Anglia        | vb-selejtező | -            |              |
| 9.           | 2005. november 9.    | Blois                             | Franciaország | 2 – 0        | Magyarország  | vb-selejtező | -            | 80'          |
| 10.          | 2006. március 8.     | Győr                              | Magyarország  | 1 – 0        | Szlovákia     | barátságos   | -            |              |
| 11.          | 2006. március 25.    | Zalaegerszeg, Andráshidai stadion | Magyarország  | 0 – 5        | Hollandia     | vb-selejtező | -            |              |
| 12.          | 2006. április 22.    | Dunaújváros, Dunaferr stadion     | Magyarország  | 0 – 5        | Franciaország | vb-selejtező | -            |              |
| 13.          | 2006. május 11.      | Southampton                       | Anglia        | 2 – 0        | Magyarország  | vb-selejtező | -            | 85'          |
| 14.          | 2006. augusztus 26.  | Bruck an der Leitha               | Ausztria      | 1 – 1        | Magyarország  | vb-selejtező | -            | 75'          |
| 15.          | 2006. szeptember 24. | Zwolle                            | Hollandia     | 4 – 0        | Magyarország  | vb-selejtező | -            |              |
|              | Összesen             |                                   |               | 15           | mérkőzés      |              | 2            | gól          |